# Bârca (gmina)
Bârca – gmina w Rumunii, w okręgu Dolj. Obejmuje tylko jedną miejscowość Bârca. W 2011 roku liczyła 3689 mieszkańców.